# Because of the Times
Because of the Times — третий студийный альбом американской рок-группы Kings of Leon, выпущенный 30 марта 2007 года в Ирландии и Австралии, 2 апреля в Великобритании и 3 апреля в США.

## Отзывы критиков
Альбом получил главным образом положительные отзывы и вошёл в лучшую десятку многочисленных списков «Альбомы года». В 2009 году «Clash» поставил альбом на третье место в «Clash Essential 50» — списке важнейших альбомов, выпущенных с момента основания журнала в 2004 году.
«Because of the Times» занял 6-е место в списке альбомов года журнала «New Musical Express» и 31-ю строчку в топе «Rolling Stone». «NME» написал, что альбом «утвердил Kings Of Leon в качестве превосходной американской группы нашего времени», а «Entertainment Weekly» назвал его «эпическим широкоэкранным фильмом на компакт-диске и лучшим творением группы на сегодняшний момент». Другой рецензент описал «Because of the Times» как «совершенный альбом невероятной красоты и полный знакомого, привлекательного мужества. Группа Kings Of Leon проявляет удивительную зрелость и терпение, избегая в музыке и текстах такого, что могло бы прозвучать неестественно.»
Однако некоторые критики сочли, что альбом уступает предшествующим. «Stylus Magazine» поставил ему С- и заметил: «Если они хотели, чтобы на этот раз их восприняли всерьез, они по меньшей мере попытались бы честно признать, что уже стали кое-какими знаменитостями и перестали бы изображать деревенскую простоту. Без трепа о жизни в автобусе и траханье супермоделей эта музыка, навевающая грезы о глазастых и длинноногих, была бы и вовсе пустым звуком.» Дейв Худ из журнала «Artrocker» дал альбому одну звезду из пяти и сделал вывод, что «Kings of Leon экспериментируют, учатся и становятся немного потерянными.» Pitchfork Media утверждал, что «„Because of the Times“ подозрительно походит на контратаку на женский пол, начавшуюся примерно с середины 1990-х глубоко внутри оскорбленного, раздутого до размера стадиона мужского эго.»

## Список композиций
Слова и музыка всех песен — Kings of Leon.
| №   | Название          | Длительность |
| --- | ----------------- | ------------ |
| 1.  | «Knocked Up»      | 7:10         |
| 2.  | «Charmer»         | 2:57         |
| 3.  | «On Call»         | 3:21         |
| 4.  | «McFearless»      | 3:09         |
| 5.  | «Black Thumbnail» | 3:59         |
| 6.  | «My Party»        | 4:10         |
| 7.  | «True Love Way»   | 4:02         |
| 8.  | «Ragoo»           | 3:01         |
| 9.  | «Fans»            | 3:36         |
| 10. | «The Runner»      | 4:16         |
| 11. | «Trunk»           | 3:57         |
| 12. | «Camaro»          | 3:06         |
| 13. | «Arizona»         | 4:50         |

| №   | Название         | Длительность |
| --- | ---------------- | ------------ |
| 14. | «My Third House» | 4:03         |

| №   | Название                       | Длительность |
| --- | ------------------------------ | ------------ |
| 14. | «On Call (AOL Music Sessions)» | 3:21         |

## Участники записи
- Калеб Фоллоуилл — вокал, ритм-гитара
- Мэтью Фоллоуилл (англ. Matthew Followill) — соло-гитара
- Джаред Фоллоуилл — бас-гитара, бэк-вокал
- Натан Фоллоуилл (англ. Nathan Followill) — барабаны, бэк-вокал

## Чарты и сертификация
| Год  | Страна         | Позиция position |
| ---- | -------------- | ---------------- |
| 2007 | Австралия      | 4                |
| 2007 | Бельгия        | 20               |
| 2007 | Европа         | 7                |
| 2007 | Ирландия       | 1                |
| 2007 | Новая Зеландия | 1                |
| 2007 | США            | 25               |
| 2007 | Великобритания | 1                |
| 2008 | Австралия      | 15               |
| 2009 | Австралия      | 22               |

| Страна         | Организация | Сертификация  |
| -------------- | ----------- | ------------- |
| Австралия      | ARIA        | 2× платиновый |
| Бельгия        | IFPI        | золотой       |
| Ирландия       | IFPI        | 3× платиновый |
| Новая Зеландия | RIANZ       | платиновый    |
| Великобритания | BPI         | серебряный    |